# Koothappar
Koothappar es una ciudad y nagar Panchayat situada en el distrito de Tiruchirappalli en el estado de Tamil Nadu (India). Su población es de 15943 habitantes (2011). Se encuentra a 10 km de Tiruchirappalli y 43 km de Thanjavur.

## Demografía
Según el censo de 2011 la población de Koothappar era de 15943 habitantes, de los cuales 8089 eran hombres y 7854 eran mujeres. Koothappar tiene una tasa media de alfabetización del 92,79%, superior a la media estatal del 80,09%: la alfabetización masculina es del 96,21%, y la alfabetización femenina del 89,27%.